# Songs of Faith
Songs of Faith — первый концертный альбом американской певицы Ареты Франклин, выпущенный в 1965 году на лейбле JVB/Battle Records. Альбом был записан в 1956 году, когда певице было всего 14 лет. Запись проходила в церкви New Bethel Baptist Church, где преподобным был отец Ареты — Си Эл Франклин . Позднее пластинка не раз переиздавалась под разными названиями: The Gospel Soul of Aretha Franklin, Aretha’s Gospel, Precious Lord, You Grow Closer, Never Grow Old и The First Album.

## Список композиций

### Сторона 1
1. «There Is a Fountain Filled with Blood[англ.]» (Уильям Купер)
2. «Precious Lord (Part One)» (Томас Дорси)
3. «Precious Lord (Part Two)» (Томас Дорси)
4. «You Grow Closer»
5. «Never Grow Old»

### Сторона 2
1. «The Day is Past and Gone»
2. «He Will Wash You White as Snow»
3. «While the Blood Runs Warm»
4. «Yield Not To Temptation»

## Участники записи
- Арета Франклин — вокал, фортепиано